# Ніко Портеус
{
Ніко Портеус (англ. Nico Porteous, 23 листопада 2001, Гамільтон, Нова Зеландія) — новозеландський фристайліст, що спеціалізується в хафпайпі, олімпійський медаліст. 
Бронзову олімпійську медаль Портеус виборов на Пхьончханській олімпіаді 2018 року в хафпайпі. Він став наймолодшим олімпійським медалістом Нової Зеландії, відібравши цю честь у Зої Садовскі-Синнотт. 

## Олімпійські ігри
| Рік  | Місто                     | Хафпайп |
| ---- | ------------------------- | ------- |
| 2018 | Пхьончхан, Південна Корея | 3       |
| 2022 | Пекін, Китай              | 1       |

## Чемпіонат світу
| Рік  | Місто                  | Хафпайп |
| ---- | ---------------------- | ------- |
| 2017 | Сьєрра-Невада, Іспанія | 12      |
| 2019 | Юта, США               | 9       |
| 2021 | Аспен, США             | 1       |

## Виноски
1. 1 2  https://dpmc.govt.nz/publications/new-year-honours-list-2023
2. ↑  Meet the high-flying 16-year-olds who made New Zealand proud on the snow. Архів оригіналу за 4 січня 2022. Процитовано 1 березня 2018.